# Konserten (Vermeer)
Konserten är en oljemålning från omkring 1665 av Johannes Vermeer. 

## Beskrivning av målningen
Konserten har som motiv tre personer som är koncentrerat engagerade i en musikstund i hemmiljö. En ung kvinna sitter vid en cembalo, en man sitter med ryggen mot betraktaren vid cembalon och en andra, sjungande kvinna står bredvid med ett notblad eller annat papper i ena handen och den andra handen höjd. 
Cembalons uppslagna lock är dekorerat med ett landskap. Till vänster i bildens förgrund ligger på golvet en viola da gamba på golvet och på bordet ett annat stränginstrument. På väggen bakom gruppen hänger två målningar: till vänster ett lantligt landskap och till höger målningen Kopplerskan av Dirck van Baburen som förekommer på flera av Johannes Vermeers målningar.

## Sagt om målningen
| ”           | Som det anstår en avbildning av musicerande, är målningen ett underverk av måttfullhet och harmoni....Konserten är bland de mest sammansatta, finstämda och nyanserade av Vermeers skapelser... | „ |
| – John Nash | |   |

## Proveniens
Målningen kan ha köpts av Pieter van Ruijven i Delft (död 1674) och sedan ägts av släktingar till denne. Målningen är möjligen belagd från 1696, då den såldes i Amsterdam efter Pieter van Ruijvens mågs, Jacob Dissius, död. Proveniensen är osäker till 1780, då målningen är belagd som såld av en privatperson i Amsterdam. Den hamnade senare i Storbritannien och Frankrike för att 1869 köpas av den franske konstkritikern Théophile Thoré som förde fram Vermeers konstnärskap i rampljuset efter bortemot 200 år i glömska. Efter Thorés död såldes målningen på auktion i Paris 1892 av Isabella Stewart Gardner och var då hennes första större konstinköp. Den var därefter från 1903 till 18 mars 1990 permanent utställd på Isabella Stewart Gardner Museum i Boston, då den stals av tjuvar som förklätt sig till poliser. Vi detta tillfälle stals  sammanlagt 13 målningar från museet, och Konserten har sedan dess varit försvunnen.